# Stéphane Imbratta
Stéphane Imbratta, né le 31 mai 1970 à Montreuil (Seine-Saint-Denis), est un entraîneur français de handball, actuellement à la tête du centre de formation du Chambéry Savoie Mont Blanc Handball.

## Biographie
Formé au Red Star Club de Montreuil, il permet notamment au club d’accèder à la Nationale 2 (actuelle N1) en 1990. Il évolue ensuite pour l'US Ivry mais doit mettre un terme à sa carrière à seulement 26 ans, à la suite d'une luxation de l'épaule. Après un détour par Livry-Gargan, où il décroche un titre de champion de France avec les juniors, Stéphane Imbratta intègre l'US Ivry en 1997 à la tête de l'équipe réserve qui évolue alors en Nationale 1. Il succède ainsi à Claudio Cimelli, promu entraîneur du secteur pro. Plus tard, il devient l'adjoint de Daniel Hager, le coach de la D 1, tout en continuant à s'occuper de la réserve.
En 2006, il devient l'entraîneur principal de l'US Ivry. Avec un effectif composé à 75 % de joueurs provenant du centre de formation tels Luc Abalo élu meilleur joueur du championnat, Fabrice Guilbert ou Mohamed Mokrani, Stéphane Imbratta mène le club dès sa première saison en finale de la Coupe de la Ligue 2007 et surtout remporte le titre de champion de France 2007, devenant le seul club avec Chambéry en 2001 à priver le Montpellier Handball du titre entre 1997 et 2012.
Toutefois, la saison suivante, malgré une troisième place en championnat, Stéphane Imbratta décide de quitter le club : lassé de voir les meilleurs joueurs d’Ivry quitter le club, il accepte l'offre d'un autre club francilien ambitieux, le Tremblay-en-France Handball : «Tremblay a un projet à long terme. Pendant toutes ces années, je m’intéressais à l’ascension fulgurante de ce club que je rencontrais en matchs amicaux, raconte Imbratta. Il a alors pour objectif d'atteindre avec le club « le top 5 et une coupe d'Europe ». Il ne mettra pas longtemps à réaliser ses objectifs, atteignant la troisième place dès sa première saison en 2009, qualifiant ainsi son équipe pour la Coupe d'Europe des vainqueurs de coupe. En 2009-2010, il confirme ce résultat la saison suivante en terminant à nouveau à la troisième place du championnat, mais il atteint également la finale de la coupe de France 2010 et les quarts de finale de la Coupe d'Europe. La saison suivante, il prolonge son contrat de 3 ans et surtout qualifie son équipe pour la finale de la Coupe des coupes 2011, une première depuis l'OM Vitrolles en 1994.
En championnat, les saisons suivantes sont plus difficiles avec une 11e place en 2012 et surtout en 2013 où le club se sauve à la dernière journée, avec notamment 9 défaites et 2 petits nuls lors des 11 derniers matchs. La série noire continue en début de saison 2013-2014, puisque le club doit attendre le 6 novembre pour remporter sa première une victoire depuis le 15 février, soit près de 9 mois sans victoire. Cette victoire face à Aix est confirmée la semaine suivante avec une victoire pleine de panache à Chambéry. Mais une nouvelle défaite le 29 novembre 2013 face à Cesson Rennes scelle le sort d'Imbratta qui est démis de ses fonctions.
Le 1er décembre 2014, il est nommé entraîneur du club tunisien du Club africain à Tunis jusqu’en juin 2016. Il prend ainsi la tête de l’un des clubs les plus réputées du Maghreb avec ses onze titres de champion de Tunisie et sa victoire lors de la Ligue des champions d'Afrique masculine de handball 2014. Il quitte le club tunisien en novembre 2015.
En 2017, il retourne au Tremblay-en-France en tant responsable du centre de formation. En février 2020, il est missionné pour maintenir le club, alors avant-dernier du Championnat, en remplacement de Rastko Stefanovič. Le championnat est arrêté peu de temps après à cause de la pandémie de Covid-19 et Joël da Silva est recruté pour lui succéder à la tête de l'équipe professionnelle, Imbratta redevenant responsable du centre de formation.
À l'été 2022, il est nommé entraîneur-responsable du centre de formation du Chambéry Savoie Mont Blanc Handball

## Palmarès

### Entraîneur
- Finaliste de la Coupe d'Europe des vainqueurs de coupe (1) : 2011
- Champion de France (1) : 2007 (avec US Ivry)
  - Troisième en 2008 (avec US Ivry), 2009, 2010 (avec Tremblay-en-France)
- Finaliste de la Coupe de France (3) : 2006, 2008 (avec US Ivry), 2010 (avec Tremblay-en-France)
- Finaliste de la Coupe de la Ligue (1) : 2007 (avec US Ivry)
- Champion de Tunisie (1) : 2015 (avec Club africain)
- Vainqueur de la Coupe de Tunisie (1) : 2015 (avec Club africain)
- Vainqueur de la Supercoupe d'Afrique (1) : 2015 (avec Club africain)

### Récompenses individuelles
- Meilleur entraineur du championnat de France (2) : 2007[16] et 2009[17]